# Grieb (Orgelbauer)
Die deutsche Orgelbauerfamilie Grieb wirkte im ausgehenden 17. und beginnenden 18. Jahrhundert in Hessen.

## Leben
Familie Grieb war in Griedel ansässig und brachte in drei Generationen Organisten und Orgelbauer hervor. Ihr Wirkungsgebiet erstreckte sich auf Solms-Braunfels, Solms-Greifenstein und das Gebiet derer von Riedesel, vereinzelt auch auf die südliche Wetterau. Die Vettern Conrad Grieb (* 1638; † 11. September 1689 in Griedel) und Gottfried Grieb (* 1645; † 4. Oktober 1705) begründeten ein Orgelbauunternehmen. Gottfrieds Sohn Johann Henrich Grieb (* 8. Oktober 1677 in Griedel; † 27. Februar 1724 ebd.) führte den Betrieb fort. Conrad Grieb jun. (* 9. Juni 1678 in Griedel; † 6. Februar 1753 in Eberstadt) erhielt denselben Namen wie sein Vater und wurde ebenfalls Orgelbauer. Die Werkstatt wurde von Johann Andreas Dreuth (* 20. Dezember 1671 in Griedel; † 3. Oktober 1744 ebd.) übernommen, der am 24. November 1698 Johann Henrichs Schwester Anna Maria Grieb (* 23. November 1679 in Griedel; † 2. Februar 1752 in Holzheim) heiratete. Familie Dreuth führte den Betrieb bis Anfang des 19. Jahrhunderts fort.

## Werk
Erhalten sind bis auf das fast vollständige Werk in Oberbiel ausschließlich einige Prospekte. Bei einigen Prospekten Griebs treten die Spitztürme direkt aus dem Flachfeld hervor, ohne dass sie durch Lisenen getrennt sind (Griedel, Trais-Münzenberg und Sichertshausen, 1893 aus Lützellinden, überführt). Die Orgeln aus der Griedeler Werkstatt waren einmanualig und ohne Pedal. Sie verfügten zwischen sechs und zehn Registern. Eine Eigenart bei Grieb ist das Ein-Fuß-Register (1843 von Peter Dickel als „Cympel“ bezeichnet), das ansonsten nur noch bei Johann Friedrich Macrander und den Dreuths begegnet. Orgeln wie die in Oberbiel hatten ursprünglich eine kurze Oktave und wurden nachträglich im Tonumfang erweitert.

## Werkliste
Die Werkliste umfasst etwa zehn bekannte Orgelneubauten.
Kursivschreibung gibt an, dass die Orgel nicht oder nur noch das historische Gehäuse erhalten ist. In der fünften Spalte bezeichnet die römische Zahl die Anzahl der Manuale. Die arabische Zahl gibt die Anzahl der klingenden Register an. Die letzte Spalte bietet Angaben zum Erhaltungszustand oder zu Besonderheiten.
| Jahr            | Ort                | Kirche        | Bild | Manuale | Register | Bemerkungen |
| --------------- | ------------------ | ------------- | ---- | ------- | -------- | --- |
| 1673            | Griedel            | Ev. Kirche    |      |         |          | Neubau; Prospekt erhalten |
| 1681            | Ober-Widdersheim   | Ev. Kirche    |      | I       | 6        | Neubau; 1832 ersetzt |
| 1688            | Braunfels          | Schlosskirche |      | I       | 10       | Neubau durch Conrad und Gottfried Grieb; 1804 nach Kraftsolms verkauft und dort später von Gustav Raßmann ersetzt                     |
| 1697            | Hohensolms         | Ev. Kirche    |      |         |          | Neubau; 1890 ersetzt |
| um 1700         | Oberbiel           | Ev Kirche     |      | I       | 8        | Zuschreibung, Neubau, der ursprünglich aus einer Burg oder einem Schloss der Umgebung umgesetzt worden sein soll; weitgehend erhalten |
| um 1700         | Melbach            | Ev. Kirche    |      | I       | 7        | Neubau; 1815 nach Reiskirchen umgesetzt; 1952 durch Walcker ersetzt; Prospekt erhalten                                                |
| spätestens 1702 | Burg Greifenstein  | Schlosskirche |      |         |          | Zuschreibung an Gottlieb oder Johannes Grieb; nicht erhalten                                                                          |
| 1712            | Trais              | Ev. Kirche    |      | I       | 7 oder 8 | Neubau; Prospekt erhalten |
| 1716            | Bechlingen (Aßlar) | Ev. Kirche    |      | I       | 7 1⁄2    | Tausch mit Orgel aus Weckesheim angedacht, aber wohl nicht ausgeführt; nicht erhalten                                                 |
| ?               | Semd               | Ev. Kirche    |      | I       | 8        | Neubau, Zuschreibung aufgrund Herkunft, Disposition und Prospektgestaltung; 1713 aus Butzbach erworben; Prospekt erhalten             |
| ?               | Lützellinden       | Ev. Kirche    |      |         |          | Neubau von Grieb oder Dreuth?; 1893 nach Sichertshausen überführt                                                                     |